# كامبيجنوليس ليه جراندس
كامبيجنوليس ليه جراندس (بالفرنسية: Campigneulles-les-Grandes)‏ هي بلدية تقع في إقليم باد كاليه من منطقة نور با دو كاليه في شمال فرنسا. تبلغ مساحة هذه المدينة 5.34 (كم²)، وترتفع عن سطح البحر 51 م، يبلغ عدد سكانها 256 نسمة حسب إحصاء المعهد الوطني للإحصاء والدراسات الاقتصادية سنة 2009 م. وترأس Marcelle Caron البلدية خلال فترة (2001-2008).